# Rue Torricelli
La rue Torricelli est une voie du 17e arrondissement de Paris, en France.

## Situation et accès
La rue Torricelli est une voie publique située dans le 17e arrondissement de Paris. Elle débute au 10, rue Guersant et se termine au 41, rue Bayen.

## Origine du nom
Elle porte le nom du physicien italien, inventeur du baromètre Evangelista Torricelli (1608-1647).

## Historique
Cette voie est ouverte en exécution d'un contrat du 25 juillet 1867 et prend sa dénomination actuelle par un décret du 10 aout 1868 :
Décret du 10 aout 1868
« Napoléon, etc., 

sur le rapport de notre ministre secrétaire d’État au département de l'Intérieur,
vu l'ordonnance du 10 juillet 1816 ;
vu les propositions de M. le préfet de la Seine ;
avons décrété et décrétons ce qui suit :
Article 13. — Les deux rues latérales au nouveau marché du 17e arrondissement seront dénommées ainsi qu'il suit :
- la première, située au nord, recevra le nom de rue Faraday ;
- la deuxième, située au sud, celui de rue Torricelli ;

etc.
Article 17. — Notre ministre secrétaire d'État au département de l'Intérieur est chargé de l'exécution du présent décret.
Fait au palais de Fontainebleau, le 10 août 1868. »

## Bâtiments remarquables et lieux de mémoire

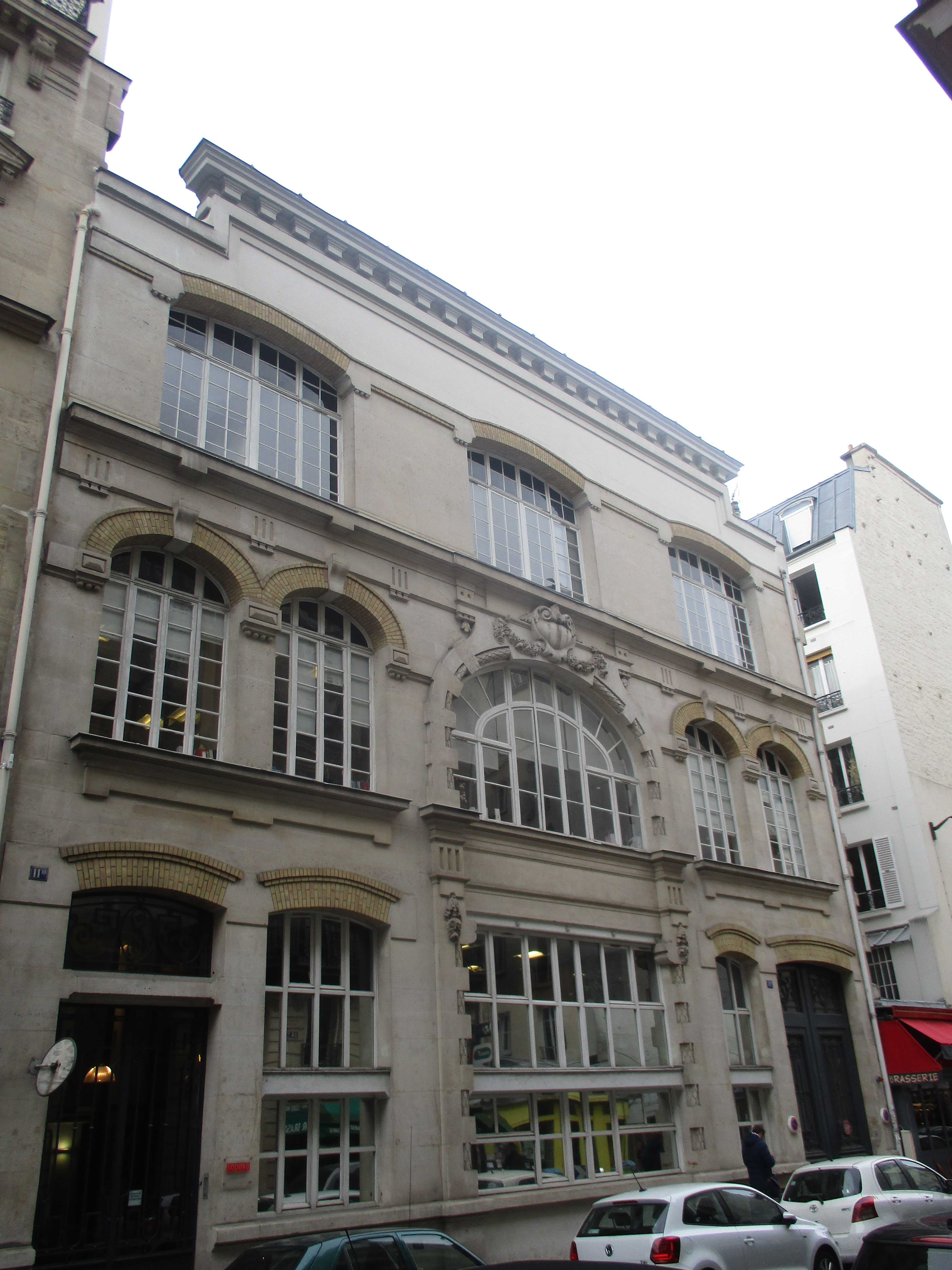
No 11 bis.

- Nos 8-10. Bâtiment appelé « La Fabrique ». Il accueille le QG de campagne de la candidate LR Valérie Pécresse à l'élection présidentielle de 2022[2].